# Генералска конференција 30. марта 1941.
У недељу, 30. марта 1941. године у 11:00 часова, након три дана посвећена новонасталом „проблему“ са Краљевином Југославијом, после пуча извршеног у Београду 25. марта, Адолф Хитлер се поново окренуо свом највећем и „смртном непријатељу“ – Совјетском Савезу. Због пуча у Београду, пре три дана Хитлер је морао да одложи већ планирану и припремљену – једино није била тачно заказана – Генералску конференцију о плану „Барбароса“. (У „Ратном дневнику“ начелника штаба Врховне команде Копнене војске, генерал-пуковника Франца Халдера, овај скуп је дефинисан као Генерал-Ферзамлунг, нем. General-Versammlung).
Генерал-Ферзамлунг је био скуп изузетног и ванредног састава. У берлинску Рајхсканцеларију били су позвани сви фелдмаршали, сви врховни команданти видова оружаних снага и начелници штабова, генерали ужег круга и најужи круг високох генералштабних официра. Позвани су знали да је у питању нешто веома значајно јер су од када је отпочео рат, 1. септембра 1939. године, биле одржане само две Генералске конференције – пред напад на Пољску 22. августа 1939. године и 23. новембра 1939. године пред напад на Француску.
За разлику од претходне две Генералске конфренције, Фирер је ово тако припемио да свим његовим учесницима застане дах исто онако као што ће „свету застати дах када будемо ударили на Русију“.
Франц Халдер, генерал-пуковник, начелник штаба Врховне команде Копнене војске („Ратни дневник“, недеља, 30. март 1941. – извод који је донекле скраћен. Преведене су основне реченице о свакој теми.):
„11:00 часова Генералска конфернција код Фирера.
Фиреров говор на Генерал-Ферзамлунгу:грешка Енглеске: пропустила је да склопи мир.
Оштра критика италијанског вођења рата и политике.
Уједињеног Краљевства полаже наде у Америку и Русију.
Наши задаци против Русије: војску разбити, државу уништити. Објашњења о руском противтенковском оружју: 47 mm, затим добар тежи тип, али у маси – све застарело. По броју тенкова, Руси су најјачи на свету. Међутим, имају само мали број нових великих типова од 100 mm са дугачком цеви.
Совјетско ваздухопловство: велико по броју, али веома много старих типова; ограничен број савремених типова. Проблем руског простора: бескрајна пространства чине неопходну концентрацију снага на одлучујућим тачкама. Масовно ангажовање ваздухопловства и тенкова на местима где се доноси одлука. Ваздухопловство не може да покрије цео овај огроман простор, може само да овлада једним делом огромног фронта. Употреба само у најужим операцијам на земљи. Руси ће поклекнути пред масовном употребом тенкова и ваздухопловства.
Никакве илузије у савезнике. Финци ће се храбро борити, али бројно су слаби и нису опорављени. Са Румунијом се ништа не може предузети. Можда могу иза једне веома јаке препреке (реке) да послуже као обезбеђење, ако не буду нападнути. Антонеску је своју војску повећао, уместо да смањи и побољша. Судбина великих немачких јединица не сме да зависи од чврстине румунских трупа.
Питање Припјетских мочвара: обезбеђење, одбрана, мине.
После извршење задатка на Истоку биће довољно задржати 50-60 дивизија. Део људства биће повучен за потребе наоружања, за ваздухопловство и морнарицу, други део – на друге задатке.
Колонијални задаци.
Узајамна борба два погледа на свет. Основа за уништење бољшевизма је управо социјални криминал. Комунизам је нечувена опасност за будућност. Морамо одступити од становишта војничког витештва. Комуниста нити је био, нити ће бити –друг. Сада је у питању уништвајући рат. Ако тако не поступимо, ми ћемо, додуше, непријатеља победити, али ћемо после 30 година поново стајати насупрот комунистичком непријатељу. Ми не водимо овај рат да бисмо непријатеља конзервирали.
Будућа слика држава: северна Русија припада Финској. Протекторати: источноморске земље, Украјина, Белорусија.
Борба против Русије: уништавање бољшевичких комесара и комунистичке интелигенције.
Нове државе морају бити социјалне државе, али без сопствене интелигенције. За њих ће бити довољна примитивна интелигенција.
Борба се мора повести против овог бољшевичког отрова који изазива распадање. Ко командује јединицом мора знати шта је посреди. Јединица се мора држати у шаци. Комесари и људи ГПУ-а су – злочинци, и као такви се морају третирати.
Овај рат се разликује од борбе на Западу. На Истоку команданти морају захтевати самопожртвовање, да би надвладали свако двоумљење.“
Валтер Варлимонт, генерал-потпуковник, помоћник начелника Оперативног одељења Врховне команде Оружаних снага (изјава – сведочење):
„Тог дана већање је одржавано у великој дворани која се налазила поред широког предворја, иза свечаног улаза у Рајхсканцеларију, у делу који гледа на Еберт-улицу. Хитлер је говорио два и по сата без прекида, пред групом од 200 до 250 генерала и официра високих чинова, подразумевајући и највише команданте копнене војске, морнарице и ратног ваздухиполовства, команданте сва три вида оружане силе који ће учествовати у „Источној кампањи“, као и њихове најближе сараднике. Сви смо заузели места у сали према својим чиновима и функцијама у дугачким редовима дворане, која је била испуњена до последљег места.
Тишина за време Хитлровог двоипочасовног говора била је прекидана само два пута. И то оба пута када је аудиторијум устајао. Први пут када је Фирер ушао на једна врата у дну дворане, да би изашао на говорницу и, други пут ка да је излазио. У међувремену, ниједна рука није била подигнута, нити се иједан глас чуо, осим његовог.
Адолф Хитлер се појавио и тада у блузи зеленосиве боје, војничког кроја, без чинова. У војсци је био и заувек остао каплар. На себи је стално носио само три знака: златну страначку значку, одликовање Гвоздени крст и црну рањеничку значку. Осредњег раста, кратких ногу, корака ситних, а тек му је било 52 године. Говор је почео тихо, једва чујно. Био је то увежбани говорник. Глас, гестови, мимика, усмерени су били на стварање утиска. Успевао је да га слушају, они који му и иначе нису били склони, да га прате док говри. То је било и овог пута, на Генералској конференцији.
Какав је био циљ Генералске конференције? Мој одговор је: исти као и претходна два. Дакле, Хитлеру је био јасан циљ да индоктринира генерале вишег ранга и најважније генералштабне официре својим виђењем будућег развоја планраног похода и рата.
Овог пута. 30. марта 1941, мислим да је Фиреру нарочито било стало да убеди своје слушаоце у једну за њих, до тада несхватљиву идеју: да заробљене противничке војнике, подофицире и официре, треба убијати. Реч је о непријатељским „политичким официрима“ – комесарима. Дакле, о такозваној „Комесарској наредби“. По њој је сваки комуниста – социјални злочинац. Било да је у цивилу или у униформи. Пре томе, и у војсци. Без обзира на то што је у униформи регуларне војске, што има чин официра, он мора бити стрељан још на бојном пољу. Увек, чак и ако се преда или је заробљен рањен. Смрт га чека најкасније приликом спровођења до сабирног заробљеничког пункта, „где не сме стићи жив“. То је било несхватљиво, потпуно несхватљиво.
На том генералском већању нико од присутних није се усудио да подигне свој глас. Чак ни једно једино питање није било постављено у вези с овим непојмљивим захтевом. Многи присутни били су учесници Првог светског рата. Неки су били и сами заробљени. Други су били у свим дотадашњим походима у Другом светском рату. То што сада наређује Врховни командант противно је свим моралним кодексима, етици и одредбама међународних конвенција.
На крају, дужан сам и то рећи, да је после завршеног рата, било изјава како је – додуше након Хитлеровог изласка – у сали било бурних реакција, негодовања и распрва управо око тог непојмљивог Хитлеровог захтева. Међутим, по мом сећању, поткрепљеним белешкама које сам одмах после овог већања сачинио, такве изјаве и тврђења уопште не могу посведочити. Напротив, сви смо се разишли у муклој тишини …“
(Генерал-потпуковник Варлимонт је Генералску конфернцију описао и у својим мемоарима, али краће, иако је суштина, без појединости изнесених у сведочењу, потпуно иста.)
„Комесарска наредба“ или „Наредба о комесарима“ (нем. Kommisassarbefehl), Хитлерова наредба о убијању, поличких официра Црвене армије – комесара – званично је и писмено била издата 6. јуна 1941. године, под називом „Смернице за поступак са политичким комесарима Црвене армије“, остваривана је на Источном фронту.
Вилхелм Кајтел, фелдмаршал, начелник штаба Врховне команде Оружаних снага (у писму свом браниоцу на Нирнбершком процесу др-у Нелту, 25. септембар 1946. г.):
„Био је то последњи заједнички договор пре почетка рата на Истоку, на који је Хитлер позвао највише вођство Источног фронта и главних команди, на коме је он свим жаром и енергичношћу изнео своје погледе на овај идеолошки рат који нам непосредно предстоји.
Фирер је уопште био обузет идејом да је његова животна мисија – уништење комунизма. И то овако: „Уништити комунизам пре него штокомунизам уништи нас“. Сматрао је искљученим да се може за иоле дуже време са комунизмом пактирати. Видео је привредни слом Немачке у гвозденом обручу који Стаљин може сваким даном све више стезати, како му буде воља, у заједници са западним силама, све до коначног уништења Немачке. Зато је ставио све на једну карту: рат! Знао је да ће против нас бити цео свет, ако карта против Русије не упали.''
…
Фирер је знао шта значи рат на два фронта. Он је узео сву одговорност на себе, нажалост потцењујући Стаљинову државу, њене резервне снаге, и самим тим уништио и себе и државу коју је створио – Нацистичка Немачка.“
„Ратни дневник“ Врховне команде Оружаних снага:
„30. март 1941.
11:00 часова. Фиреров говор командантима Група армија и командантима армија, са подробним претресањем операције „Барбароса“ које је уследило.“